# Nancy Callahan
Pour les articles homonymes, voir Callahan.
Nancy Callahan est un personnage du comics Sin City de Frank Miller. Elle fait sa première apparition dans Sin City, avant de devenir un personnage plus important dans certaines histoires, notamment Cet Enfant de salaud.
Nancy est une danseuse exotique travaillant au Kadie's Bar, une taverne populaire de Basin City fréquentée par de multiples personnages principaux. Elle est décrite comme une femme sensible qui se retrouve occasionnellement impliquée dans les affaires criminelles de la ville. Son histoire complète est narrée dans Cet Enfant de salaud, où elle est sauvée des griffes du criminel pédophile Roark Jr par le policier John Hartigan, et dans lequel elle commence à mûrir en tant que femme.

## Biographie
À l'âge de 11 ans, Nancy est enlevée par Roark Jr, un tueur-pédophile qui a déjà fait trois victimes. John Hartigan, un officier de police à la veille de la retraite, défie son partenaire corrompu, Bob, et poursuit Junior.
Hartigan réussit à tuer les gardes du corps de Junior avant de le poursuivre sur les docks où il lui arrache l'oreille, la main, et les parties génitales, l'envoyant ainsi dans le coma. Soudain, Bob apparaît et tire plusieurs fois dans le dos d'Hartigan, peu avant l'arrivée de la police.
Pendant ce temps, Nancy réconforte Hartigan et lui rend quelques visites à l'hôpital. Malheureusement, le père de Junior, le puissant Sénateur Roark, fait chanter Hartigan en menaçant de tuer sa famille ou quiconque ayant de la valeur à ses yeux s'il exposait Junior aux médias en révélant l'affaire. Finalement, Hartigan prévient Nancy (dont le témoignage est considéré comme brouillé par les évènements qu'elle a subis) de l'éviter, même si elle promet de lui écrire toutes les semaines. Hartigan est accusé des crimes commis par Junior et est emprisonné pour 8 ans, mais Nancy reste fidèle à sa promesse et lui écrit une lettre par semaine.
Au fil des ans, Nancy se mue en une jeune femme, tentant de tomber amoureuse, mais incapable de renier ses sentiments pour Hartigan. Elle travaille au Kadie's Bar en tant que danseuse exotique, tout en suivant des cours de droit. Son costume d'effeuilleuse est celui d'une cow-girl armée de deux Ruger Blackhawk inox.
Hartigan, croyant que Nancy avait été capturée par le Sénateur Roark, avoue les crimes de Junior et est immédiatement relâché. Hartigan retrouve ensuite la trace de Nancy au Kadie's, mais seulement pour réaliser que Junior, monstrueusement déformé après avoir subi certaines techniques de soins expérimentales, l'avait suivi. Il avait fait croire à Hartigan que Nancy avait été découverte afin qu'il le mène à elle. Nancy se précipite à la rencontre d'Hartigan, le couvrant de baisers jusqu'à ce qu'il la prévienne de la présence de Junior.
Ils s'enfuient jusqu'à un motel voisin, mais Junior apparaît et tente de les tuer. Hartigan fait cependant sortir sa voiture de la route. Après vérification, il s'aperçoit qu'il n'y a dans la voiture, pas de traces de lui.
En arrivant au Mimi's Motel, Nancy avoue à Hartigan son amour pour lui et recommence à l'embrasser, malgré les protestations de ce dernier qui met en avant l'énorme différence d'âge entre eux, mentionnant le fait qu'il est suffisamment âgé pour être son grand-père. Junior, qui avait été sérieusement blessé dans l'accident de voiture, réapparaît. Il assomme puis attache Hartigan, et le laisse pendu dans la chambre de motel. Il prévoit d'emmener Nancy jusqu'à la ferme de la famille Roark, où il va finalement mettre un terme à sa vengeance en torturant, violant et tuant la jeune femme, achevant ce qu'il avait commencé 8 années plus tôt.
Malgré quelques problèmes mécaniques, ils arrivent finalement à la ferme, bien avant Hartigan qui a réussi à échapper à la corde et est à leur poursuite. Une fois arrivés, Junior commence à fouetter Nancy, qui refuse de crier, comme le lui avait conseillé Hartigan. Alors qu'il commence à s'énerver, Nancy réalise que tant que ses victimes ne hurlent pas de peur, Junior est impuissant. Elle se met alors à le railler, l'énervant encore plus.
À ce moment-là, Hartigan arrive, tue les gardes du corps de Junior, et arrive finalement jusqu'à lui. Là, Junior semble prendre momentanément le dessus, mais Hartigan finit par lui planter son couteau dans le ventre, le castre (à nouveau) et l'achève en lui réduisant le crâne en bouillie avec le poing.
À la suite de cela, Hartigan informe Nancy de sa décision d'arrêter le Sénateur Roark pour la persuader de le laisser partir. Après son départ, il se suicide d'une balle dans la tête pour protéger Nancy des représailles que le Sénateur ne manquerait pas d'exercer sur elle s'il restait en vie. En effet, il sait très bien que jamais aucun procureur ne voudra s'attaquer au sénateur, qui finirait invariablement par vouloir se venger.

## Œuvres où le personnage apparaît

### Comics
- Sin City (The Hard Goodbye) (Vertige Graphic et Rackham, 1994)
- J'ai tué pour elle (A Dame to Kill for) (Vertige Graphic et Rackham, 1995)
- Cet Enfant de salaud (That Yellow Bastard) (Vertige Graphic, et Rackham 1997)
- Just Another Saturday Night dans Des filles et des flingues (Booze, Broads & Bullets) (Vertige Graphic et Rackham 1999)

### Films
- Sin City (2005) de Robert Rodriguez et Frank Miller. Elle est interprétée par Jessica Alba à l'âge adulte et par Makenzie Vega à 11 ans.
- Sin City : J'ai tué pour elle (Sin City: A Dame to Kill For) (2013) de Robert Rodriguez et Frank Miller. Elle est interprétée par Jessica Alba.